# Tmarus stellio
Tmarus stellio es una especie de araña cangrejo del género Tmarus, familia Thomisidae.

## Distribución
Esta especie se encuentra en Europa, Turquía, Cáucaso e Irán.